# 浦口宫
浦口宫又称梅妃宫，位于中国福建省莆田市荔城区黄石镇江东村。是当地祭祀传说中的唐朝皇妃——江采蘋的庙宇。2001年1月20日，公布为第五批福建省文物保护单位，类型为古建筑，历史年代为清。
近代以来，对江采蘋是否是真实存在的唐玄宗宠妃多有争议。有认为江东村为江采蘋出生地，当代学者更指浦口宫为江采蘋真实存在的实物证据。当地《江氏族谱》记载，因江采蘋在安史之乱殉节，故“赐葬祀庙”，然无确实证据。浦口宫每年进行春秋二祭，春祭在正月初三至初七。其中，正月初七，当地民众会抬梅妃金身巡村。秋祀则在八月十六。
浦口宫始建于唐朝的说法，或认为仅是一种传说，或认为是历史史实。有学者指出，浦口宫在明万历、清康熙、乾隆年间、民国时期及近年有多次重修。现存建筑为嘉庆十三年（1808年）重修建筑，是明代宫宇重雕风格。占地1500多平方米，建筑面积900多平方米。主要建筑有照墙、门楼、拜亭、廓房、主殿、后殿等。清代至今，有伊秉绶、郭尚先、张群、郭沫若等官宦名人的题匾碑额。正门所悬直匾上书“浦口宫”三字，为癸酉年（1993年）春重修后，某姓兄弟三人携众子所赠。配套建筑飞云庙则是祭祀莆仙戏祖师雷海青的庙宇。

## 备注
1. ↑  林双华文章[3]中，提及江国兴的观点，一、依据《莆田县志·大事记》，认为浦口宫建筑于唐朝至德元年；二、依据浦口宫的古碑刻，认为浦口宫建筑于唐朝。
2. ↑  祁开龙文章[4]中，称“正门上高悬着精雕细琢的九龙八凤御赐‘浦口宫’直匾。”据相关图片显示，此匾为御匾的说法并不确实。此匾文字说明“岁次癸酉年春重修 弟子……偕男……敬题”[6]。癸酉年具体是哪一个癸酉年不详。按浦口宫在“1994年告竣开光”[5]，当是1993年。